# Általános Munkásegylet
Az Általános Munkásegylet 1868. február 9-én alakult Pesten az Üllői út 19. szám alatti egykori asztalosműhelyben, mint a magyarországi munkásság első szocialista szervezete. Ideiglenes elnöke Hrabje János volt.
Kiáltványában az egylet hitet tett Ferdinand Lassalle tanításai mellett, legfontosabb feladatának pedig a munkásosztály érdekeinek védelmét jelölte meg. Polgári politikai jogokat, anyagi helyzetük megjavítását követelte a munkások számára, és azt várta, hogy hitellel támogatott termelőtársulatokat hoznak létre. Az egylet alapszabályát 1870. június 11-én hagyta jóvá a Belügyminisztérium. Ennek értelmében az Általános Munkásegylet hivatalos politikai szervezetté vált, és joga volt az ország területén fiókegyleteket létrehozni. Pesti központi helyisége a Mária utca 9. szám alatt volt.
Az egylet kapcsolatot keresett az Országos 1848-as Párt olyan képviselőjével, akik rokonszenveztek a munkások ügyeivel. Ezt a célt szolgálta Táncsics Mihály elnökké választása 1869. június 11-én. Táncsics az egylet számára átengedte lapját, az Arany Trombitát.
Az egylet szervezte meg az első fővárosi nyilvános munkásgyűlést 1869. augusztus 22-én a gázgyár elé a mai II. János Pál pápa téren. 1869-70-ben az egyletben megerősödött az I. Internacionálé befolyása, amit erősített a német szociáldemokrata mozgalom eisenachi szárnyával való kapcsolat, és ösztönözte a Pest-Budai Munkásképző Egylet ellenzéki tevékenysége is. 1871-re az egylet országos szervezetté nőtt. 1868-71 között 12 pest-budai egylet csatlakozott hozzá, és több mint 20 vidéki városban voltak szervezetei. 1871. májusában befogadta az előző év decemberében feloszlatott Pest-Budai Munkásképző Egylet tagjait is. Létszáma ekkor már körülbelül 10 ezer fő volt, az egylet elnökévé Essl Andrást választották.
1871. február 5-én elindult saját lapjuk, a Testvériség és német nyelvű kiadása, a Brüderlichkeit. Amikor a Párizsi Kommünt leverték, 1871. június 11-én gyűlést és tüntető felvonulást szerveztek. Ezt ürügyként használták fel az egylet ellen, és június 12-13-án letartóztatták az egylet legaktívabb tagjait és vezetőit. A hűtlenségi per tárgyalása 1872. április 22-23-án zajlott, ahol a vádlottakat egy kivételével felmentették, de a zaklatások és a vezetők hosszú fogsága miatt az Általános Munkásegylet tevékenysége megszűnt.